# Borsa di Oslo
La Borsa di Oslo (in norvegese: Oslo Børs), creata nel 1819, è la borsa valori norvegese con sede ad Oslo che ha come principale mercato le contrattazioni commerciali delle compagnie norvegesi.
Oltre a un'ampia gamma di società del paese, l'OSE attrae anche molte società internazionali del settore petrolifero e di spedizioni. Le quotazioni vengono effettuate tra le 9.00 e le 17.30.
Dal giugno 2019 la Borsa di Oslo è sotto il controllo del consorzio Euronext delle borse europee.

## Nota
1. ↑  (NO) Oslo Børs, su osloborssvps.no. URL consultato il 5 marzo 2021 (archiviato dall'url originale il 18 luglio 2019).